# اس‌وی آرگو (۱۸۴۱)
اس‌وی آرگو (۱۸۴۱) (به انگلیسی: SV Argo (1841)) یک کشتی بود که طول آن 161 ft بود. این کشتی در سال ۱۸۴۱ ساخته شد.